# Racismo y discriminación en México

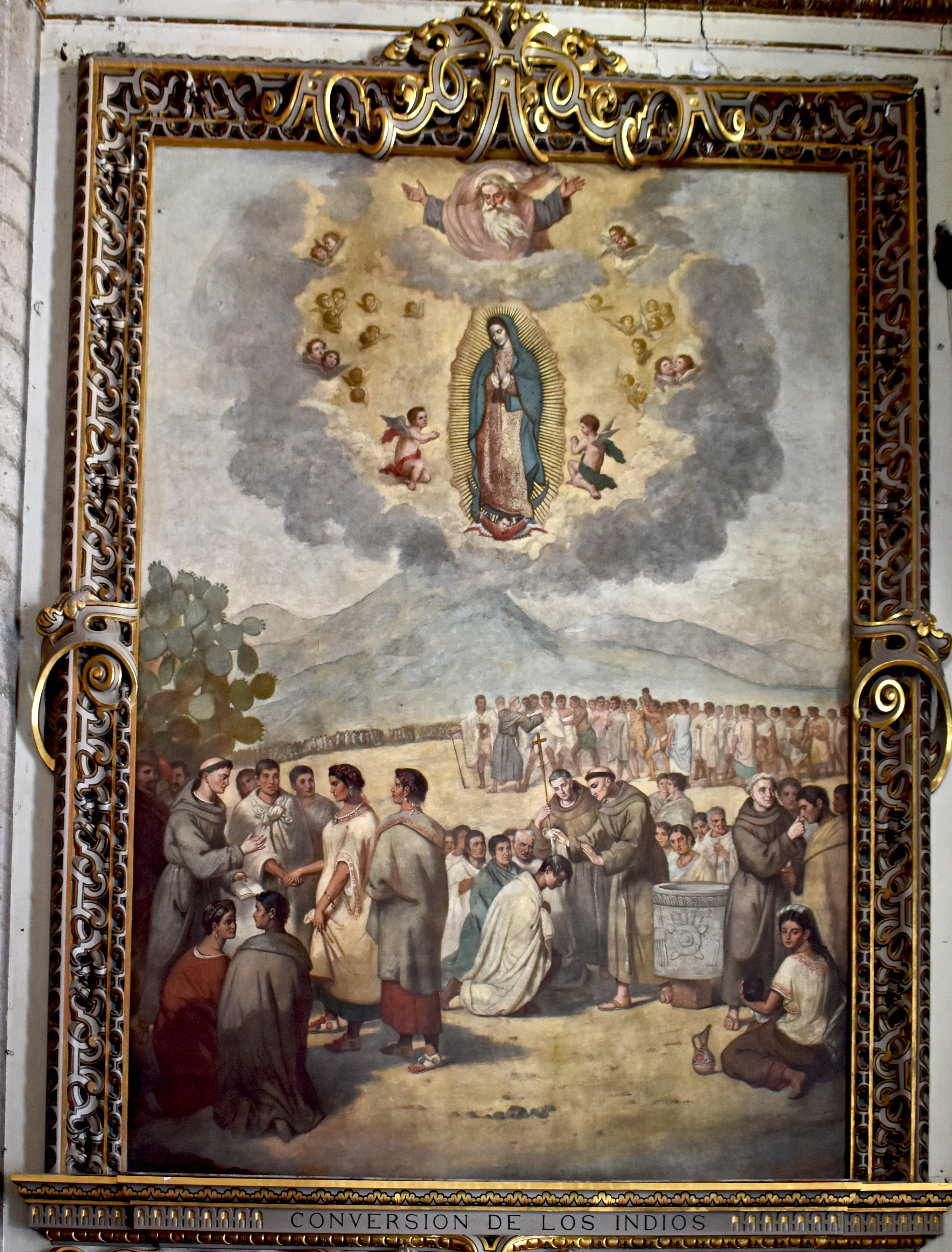
La «conversión de los indios», una pintura que refleja como la evangelización en la Nueva España introdujo la religión católica al país, que poco a poco trajo consigo el racismo a México por medio del mestizaje y otras prácticas ejecutadas por los españoles para controlar a la población mexicana. Además de lo anterior, la palabra «indio» se ha considerado como un término despectivo entre los mexicanos.

El racismo y discriminación en México comprende los fenómenos sociales de exclusión, rechazo u odio hacia personas y grupos dentro de la sociedad mexicana por su raza, color de piel, origen étnico, lengua, u orientación sexual. A lo largo de su historia, el racismo y la discriminación en México se han reflejado en leyes, comentarios, prácticas, acciones discriminatorias y campañas violentas contra grupos raciales, étnicos, o de orientación sexual distinta. 
Desde la conquista española de México, grupos indígenas, negros y asiáticos han sido negados legal y/o socialmente de derechos y oportunidades otorgados a grupos de ascendencia europea y mestiza, principalmente en materias como educación, participación política, inmigración y oportunidades laborales. El rechazo hacia las personas no heterosexuales también ha sido un grave problema que se ha centrado en la discriminación que se vive en México, llevado de la mano con el racismo. La discriminación contra la homosexualidad tiene orígenes muy antiguos, pues en tiempos pasados, incluso antes de la conquista, las personas que practicaban relaciones sexuales con personas de su mismo sexo eran condenadas a la muerte.

## Antecedentes históricos

### La conquista
El racismo llegó a México en 1521 con la conquista española. Los conquistadores utilizaron la religión católica para poder manipular a los indígenas de México, introduciéndoles el cristianismo como la única religión aceptable, destruyendo sus templos y edificaciones a los dioses que veneraban, la mayoría pertenecientes a la religión mexica. Lo anterior se implementó como un método de dominación para mantener el control sobre los que en ese entonces eran los pobladores de México. Una vez terminada la conversión masiva, los españoles iniciaron una jerarquía de poder que se centró en torno al esclavismo religioso y corporativo, distinguiendo razas, etnias y géneros.
La homosexualidad ya era un tema que existía desde el México prehispánico, pero como tal, esta palabra que denomina a la atracción física entre dos personas del mismo sexo, aún no existía. Luego de la conquista, para denominar al grupo poblacional de personas que sentían atracción por el mismo sexo, los españoles utilizaron términos discriminatorios como «sodomía», «pecado nefando» y «pecados contra natura». Se tiene registro de la actividad gay desde esas épocas, pero poco existe acerca de la cercanía sexual que había entre mujeres lesbianas en ese periodo de tiempo.

### México colonial

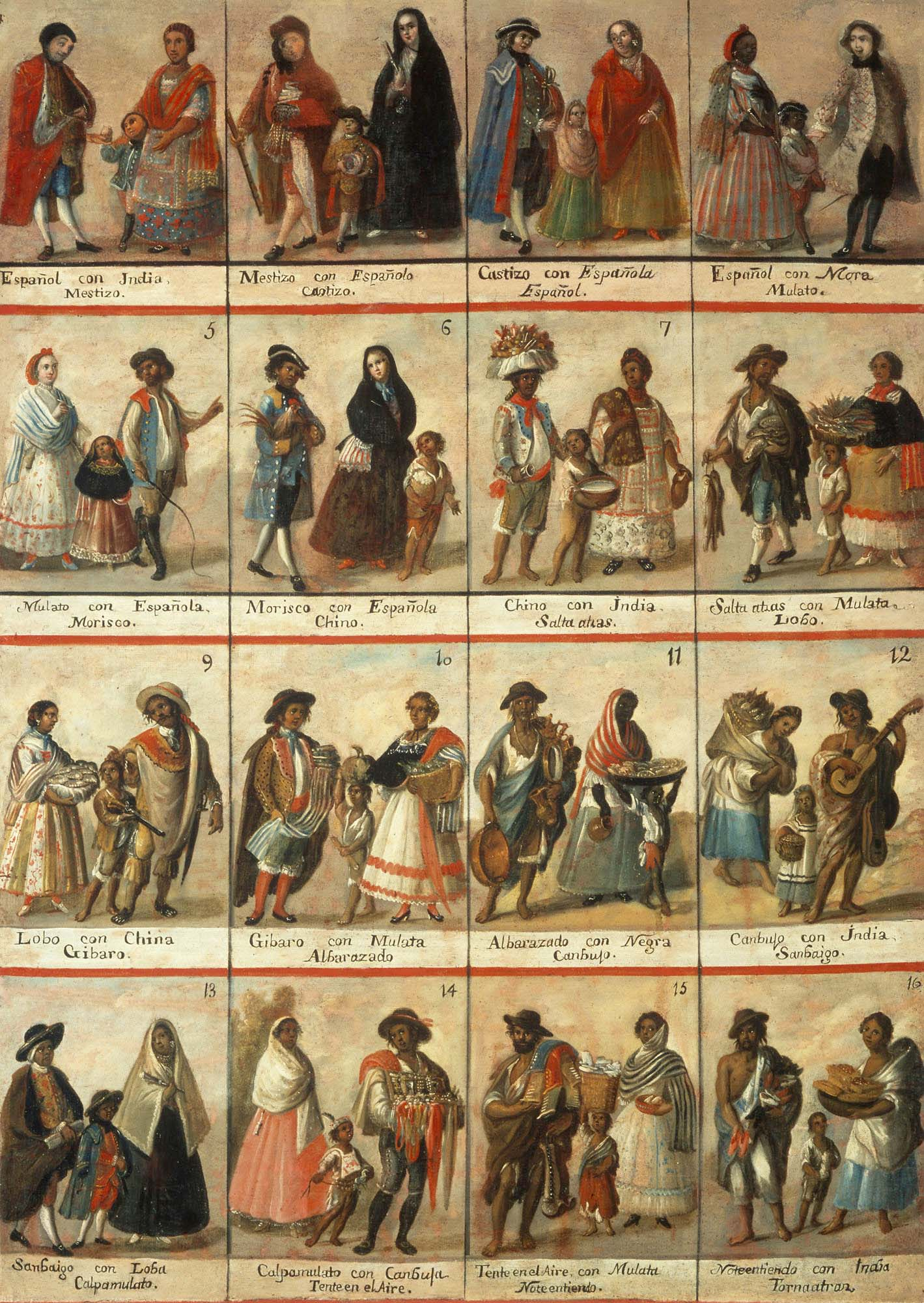
El sistema de castas de la Nueva España funcionó como un sistema de discriminación institucionalizada. Anónimo,. Museo Nacional del Virreinato (Tepotzotlán).

Para distintos sectores, el sistema de castas español es el principal antecedente del fenómeno de la discriminación en México. Las distintas instituciones coloniales establecieron protocolos de exclusión basados en la pureza de sangre. La sangre española era considerada la de mayor dignidad, mientras que la africana la de menor valía.
De acuerdo con Federico Navarrete, doctor en Estudios Mesoamericanos de la Universidad Nacional Autónoma de México (UNAM), los indígenas eran la gran base poblacional de América y por lo tanto eran la base del sistema económico, los blancos españoles ocupaban los puestos privilegiados de la estructura política y económica, mientras que los indígenas tenían que trabajar y pagar tributos y encomiendas a la corona. En el último nivel se encontraban los negros, que trabajaban como esclavos. Fue entonces que a partir de las sangres europea, indígena y africana, existió todo un sistema de denominaciones para referirse a las distintas mezclas.
Para Navarrete, el uso de estas distinciones tenían que ver más con fines prácticos que con la concepción moderna del racismo, que surgió hasta principios del siglo XIX, por lo que no se deben confundir los términos «casta» y «raza».

### El Porfiriato
El porfiriato fue un período de la historia de México en el que el general y político Porfirio Díaz fue presidente del país. Este período comprende de 1877 a 1911 y se caracterizó por las políticas porfiristas de «Orden y progreso» y «Pan o palo», un mayor crecimiento económico, la modernización del país, la implementación de la electricidad y el teléfono, la creación de vías férreas, la inversión extranjera, principalmente europea, la conciliación con las potencias mundiales, las políticas de comunicaciones y transportes, e incentivos a la minería, el campo y la industria. El desarrollo del país permitió el auge del régimen porfirista desde 1890 hasta los primeros años del siglo XX, etapa en la que predominó el grupo conocido como los científicos, sin embargo, una parte significativa de este crecimiento fue se mantuvo a costa de la explotación de los indígenas, la apropiación de sus tierras, y las de otros grupos marginados. 
En este período, las haciendas tuvieron un auge. Los campesinos, quienes en su mayoría eran indígenas y negros, acudían a las tiendas de raya para adquirir productos básicos. Los hacendados eran generalmente blancos, acaudalados y/o extranjeros. A causa de la explotación de los trabajadores y campesinos, ocurrieron huelgas a lo largo del país, las más importantes fueron las de Río Blanco y Cananea. La consecuencia social que más repercusión tuvo en cuanto al racismo durante esa época fue quizás la guerra de castas, donde grupos mayas se rebelaron contra la población blanca y mestiza de Yucatán. Otros ejemplos de racismo durante el porfiriato son la Campaña Antichina y la posterior matanza de chinos de Torreón donde fueron asesinados 303 inmigrantes chinos y el destierro de los indígenas Yaquis de su natal Sonora, en el noroeste del país, al estado de Yucatán, en el sureste mexicano, que provocó la batalla de Mazocoba en la que murieron cientos de personas y dejó miles de prisioneros. Algunos autores sugieren que el racismo durante el porfiriato se debió a un exacerbado sentimiento nacionalista mexicano y a la europeización de la cultura mexicana, especialmente un afrancesamiento sistemático como lo dejan ver numerosas obras arquitectónicas de aquella época construidas con un estilo francés, como el Palacio de Bellas Artes en la Ciudad de México o la avenida Paseo de Montejo en Mérida.
La constante explotación de indígenas, el arrebato de sus tierras, el largo período dictatorial de Díaz y el descontento en general llevaron al estallido de la revolución mexicana.

### SigloXX
En la década de los treinta y los cuarenta, comenzaron a hacerse esfuerzos por erradicar el racismo mexicano por medio del cine del país, que se encontraba en su mayor apogeo gracias a los inicios de la Época de Oro del cine mexicano. Una prueba de ello fue la cinta Angelitos negros de 1948, película donde una madre desprecia a su hija debido a su color de piel, pero al final la termina aceptando y queriendo como tal. Otros ejemplos incluyen a los variados filmes que se centraron en los pueblos indígenas de México como lo fueron Janitzio (1935), María Candelaria (1944), Maclovia (1948), y La mujer que yo perdí (1949), cuyas historias buscaban hacer conciencia sobre el racismo y las situaciones a las que las personas indígenas tenían que enfrentarse. El tema de la homosexualidad también se manejó en varias cintas de la época, que se extendió hasta los cincuenta. El fin de estas probablemente era el buscar la aceptación del tema entre la población mexicana. Títulos que utilizaron o hacían hincapié a este tópico incluyeron La casa del ogro (1939), La monja alférez (1944), Muchachas de uniforme (1951), A.T.M. ¡A toda máquina! (1951) y su secuela ¿Qué te ha dado esa mujer? (1951), Yo soy muy macho (1953), y Pablo y Carolina (1955).

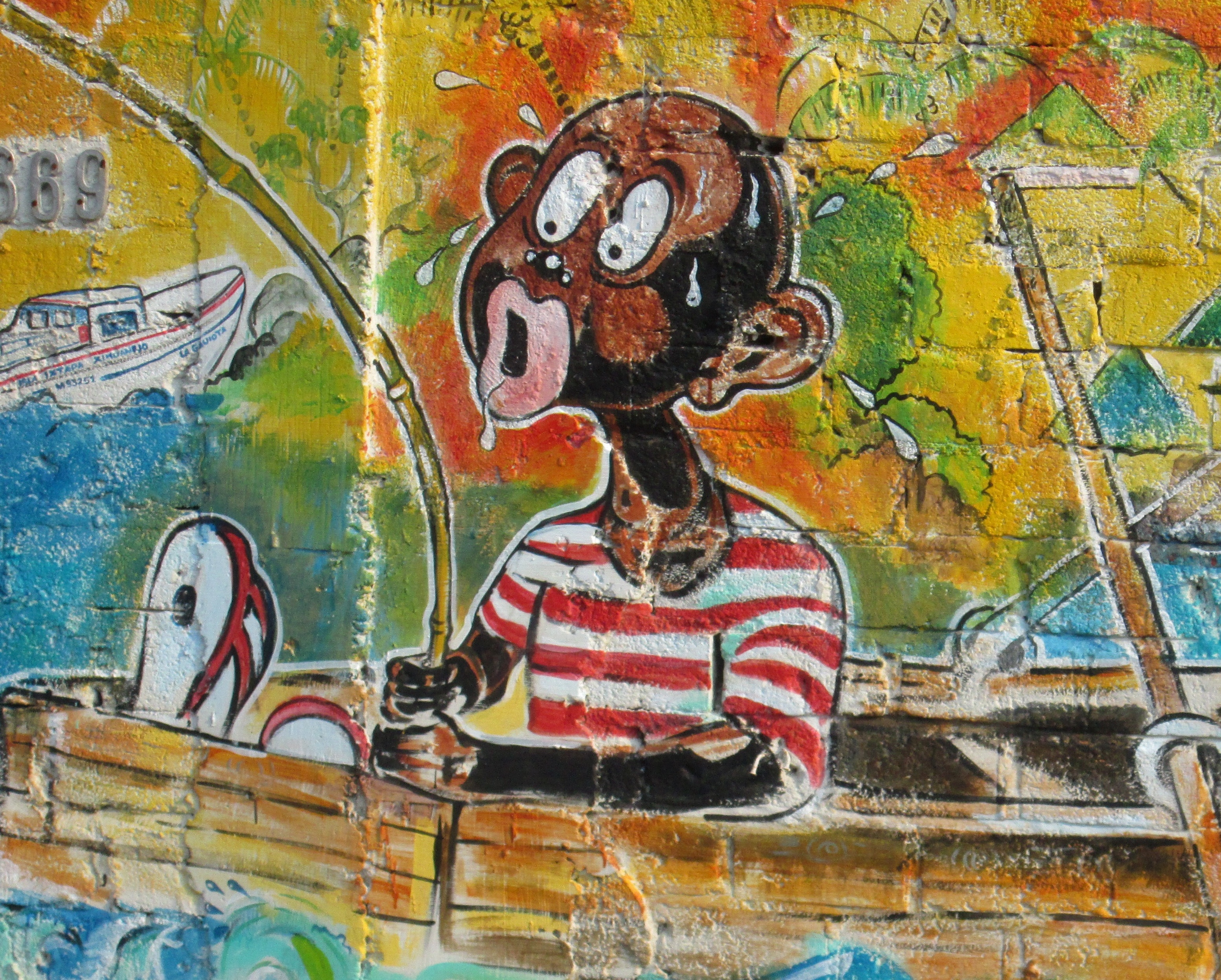
Mural de Memín Pinguín.

Iniciando en 1943, llegó a comercializarse Memín Pinguín, una popular historieta mexicana creada por Yolanda Vargas Dulché, que utilizaba estereotipos racistas contra personas de raza negra.
En los años ochenta, para la revista mexicana Alarma! que se centraba en temas relacionados con la nota roja, crímenes y muerte, solía ser un tema de repudio y burla que dos personas del mismo sexo tuvieran una relación, o una preferencia sexual diferente. Los ejemplares que presentaban este contenido buscaban discriminar y satanizar a la población mexicana homosexual utilizando las palabras más despectivas y refiriéndose a ellos como «mujercitos».

### México contemporáneo
Después de la independencia de México en 1821, y tras la promulgación de la Constitución de 1824, los mexicanos dejaron de estar determinados por raza. Sin embargo, muchos apuntan a que el sistema de castas, al igual que algunas prácticas y reminiscencias del porfiriato, han mantenido su herencia en las estratificaciones sociales contemporáneas.
De acuerdo al Consejo Nacional para Prevenir la Discriminación (Conapred), las personas indígenas, homosexuales y morenos, son los grupos más discriminados en México. En palabras de la investigadora Alexandra Haas, "en México, a diferencia de lo que ocurre en otros países como Estados Unidos, el racismo afecta a una mayoría poblacional en lugar de a una minoría privilegiada."
En 2010, el Consejo Nacional para Prevenir la Discriminación (Conapred), presentó los resultados de una encuesta nacional sobre discriminación en México, la cual arrojó que casi tres de cada de diez personas, son discriminadas por profesar una religión diferente a la católica en México. A su vez, la Conapred afirma que la mayoría de las personas que se consideran a sí mismas afrodescendientes viven en situaciones de marginación y pobreza. Fue hasta 2019 que se reconoció constitucionalmente la identidad de la tercera raíz, los afromexicanos. De acuerdo con el Instituto Nacional de Estadística y Geografía (INEGI), en 2020 la población afromexicana está conformada por 2,570,000 personas.
De acuerdo con el INEGI, el color de piel sigue siendo un factor en la estratificación social. Según los resultados del primer Módulo de Movilidad Social Intergeneracional, entre más claro es el color de piel de los mexicanos, más oportunidades se tienen para conseguir empleos mejor remunerados y mejores puestos directivos. La encuesta nacional de discriminación que realizó el INEGI en 2017 muestra que 3 de cada 10 encuestados opina que la población indígena del país es pobre debido a su cultura. Además, cinco de cada 10 personas pertenecientes a un grupo indígena declararon que, en los cinco años pasados se les negó el acceso a los servicios de salud. Dichas premisas se pueden aplicar a distintas categorías, como escolaridad, empleo y riqueza. Con lo cual se puede concluir que en México el origen étnico funge como determinante social y económico, aunque ya no exista una institución que lo legisle.Sin embargo, hay notables excepciones, ya que la mayoría de los pobres en el norte rural de México son blancos (llamados "güeros de rancho", algo parecido a la basura blanca), mientras que en el sur de México, particularmente en los estados de Yucatán y Chiapas – Los indígenas y mestizos constituyen una gran parte de la clase alta.
En 2020, tras el asesinato de George Floyd en Estados Unidos, el actor Tenoch Huerta puso sobre la mesa el tema del racismo en México a través de redes sociales, lo que provocó una polémica con el actor Mauricio Martínez, quien fue acusado de misoginia y racismo.

## Racismo contra indígenas
El Artículo 2° de la Constitución Política de los Estados Unidos Mexicanos define a la comunidad indígena de la siguiente forma:

«La conciencia de su identidad indígena deberá ser fundamental para determinar a quienes se aplican las disposiciones sobre pueblos indígenas.»

«Son comunidades integrantes de un pueblo indígena, aquellas que formen una unidad social, económica y cultural, asentadas en un territorio y que reconocen autoridades propias de acuerdo con sus usos y costumbres.»
Artículo 2° de la Constitución

En México, alrededor de 25 millones de personas se consideran a sí mismos como indígenas, aunque solo 7 millones de personas hablan lenguas indígenas. Asimismo, los Artículos 1°, 2° y 115° de la Constitución, condenan la discriminación y garantizan derechos a los indígenas:

«Queda prohibida toda discriminación motivada por origen étnico o nacional, el género, la edad, las capacidades diferentes, la condición social, las condiciones de salud, la religión, las opiniones, las preferencias, el estado civil o cualquier otra que atente contra la dignidad humana y tenga por objeto anular o menoscabar los derechos y libertades de las personas.»
Artículo 1° de la Constitución

«El derecho de los pueblos indígenas a la libre determinación se ejercerá en un marco constitucional de autonomía que asegure la unidad nacional. El reconocimiento de los pueblos y comunidades indígenas se hará en las constituciones y leyes de las entidades federativas, las que deberán tomar en cuenta, además de los principios generales establecidos en los párrafos anteriores de este artículo, criterios etnolingüísticos y de asentamiento físico»
Artículo 2° de la Constitución

«Las comunidades indígenas, dentro del ámbito municipal, podrán coordinarse y asociarse en los términos y para los efectos que prevenga la ley.»
Artículo 115° de la Constitución

A pesar de todo, en México se puede apreciar racismo y discriminación hacía la población de los diversos pueblos originarios que habitan principalmente en las zonas rurales del país, a quienes comúnmente se les representa como gente pobre e inferiores al resto de la población, produciéndose así una discriminación contra personas del medio rural generalizada en las grandes ciudades del país, debido a su tono de piel, rasgos físicos, forma de vestir, por su lengua y por sus tradiciones y costumbres.
El 40,3 % de la población indígena declaró que se ha sentido discriminada, 2,9 millones de indígenas han expresado que se les han negado derechos y servicios, entre los que principalmente se encuentran los servicios médicos y la entrega de medicamentos, le siguen la negación de los apoyos sociales, la atención en la oficinas gubernamentales y las oportunidades laborales. Un 20,3 % de la población indígena considera que se le ha discriminado en el trabajo o en su escuela, así como en las calles y el transporte público. Un 24 % de la población indígena afirma que ha sido excluida en actividades sociales; entre las formas de exclusión se encuentran desde insultos y miradas de desprecio hasta amenazas y empujones.
La población indígena ha sufrido de condiciones más precarias al resto de la población. Un 71 % de la población indígena se encuentra en estado de pobreza. Se puede ver reflejado en el hecho de que los dos estados con la mayor población indígena del país: Chiapas y Oaxaca, son los dos estados con más pobreza, con 76,4 % y 66,4 % de población pobre respectivamente; las personas indígenas tienen cuatro veces más de probabilidad de ser pobres. Asimismo, el analfabetismo en la población indígena es mayor al resto, un 76.7 % de la población indígena sabe leer y escribir comparado a un 93.6 % de la población no indígena, además, la escolaridad de la población indígena es menor, 21,3 % de la población indígena no cuenta con ninguna escolaridad, en comparación a 5 % del resto de la población; sólo un 4,9 % de la población indígena completó la educación superior, la probabilidad de alcanzar ese tipo de escolaridad es seis veces menor para la población indígena. Las oportunidades laborales son menores, la población indígena tiene trabajos de menor relevancia y además peor remunerados, llegando al caso que alrededor de 14,8 % de la población laboral indígena no recibe un salario, y sólo un 1,7 % es el patrón de donde trabaja. Todas estas diferencias se acentúan aún más con la población femenina indígena.

## Racismo contra afromexicanos

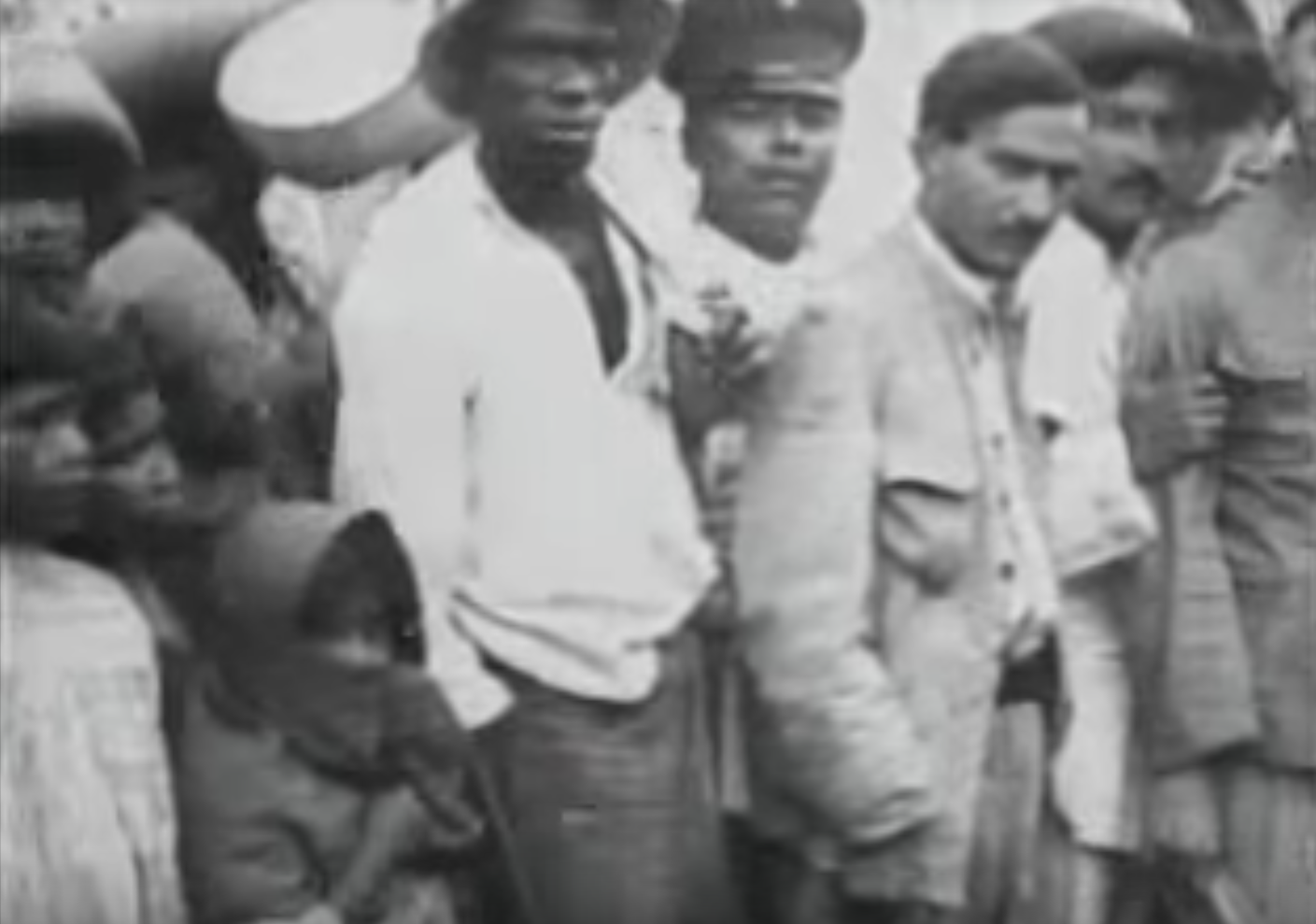
Fotografía de 1919 tomada durante el funeral de Emiliano Zapata. En ella destaca la presencia del primer afromexicano en la historia de la filmografía mexicana.

El México colonial fue un importante punto de intercambio en el comercio atlántico de esclavos. Históricamente, los afromexicanos han sido unas de las minorías más marginadas en México. Las principales poblaciones se hallan principalmente en los estados más pobres, en el sur del país, como Guerrero, Oaxaca y Chiapas. Antes de 2015 no eran considerados en los censos de población, lo que ocasionaba aun más que el gobierno no se preocupara por implementar políticas para el desarrollo humano de estas comunidades. Fue apenas en 2019 que el Congreso de la Unión reformó la Constitución Política de los Estados Unidos Mexicanos para incluir un apartado al artículo 2o constitucional, donde se reconocen los derechos de los afromexicanos estableciendo lo siguiente:

«Esta Constitución reconoce a los pueblos y comunidades afromexicanas, cualquiera que sea su autodenominación, como parte de la composición pluricultural de la Nación. Tendrán en lo conducente los derechos señalados en los apartados anteriores del presente artículo en los términos que establezcan las leyes, a fin de garantizar su libre determinación, autonomía, desarrollo e inclusión social.».
Apartado C del artículo 2.o de la Constitución,

Fue hasta 2020 que los afromexicanos fueron tomados en cuenta por primera vez en el Censo de Población y Vivienda 2020 del Instituto Nacional de Estadística y Geografía (INEGI). Según este censo, la cifra de personas que se autorreconocieron como afrodescendientes asciende a 2.5 millones de mexicanos, lo cual representa aproximadamente el 2% de la población total del país, aunque se estima que la cifra puede ser mayor.

## Racismo antiasiático y judío

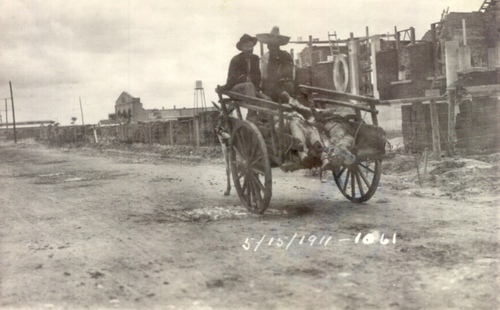
Carro transportando algunos de los cadáveres de las víctimas de la matanza de chinos de Torreón, ocurrida el 15 de mayo de 1911.

En México ha existido una historia de racismo y política antichinos denominada antichinismo. Jason Chang analiza el mencionado tema a detalle en su libro Chino: Anti-Chinese Racism in Mexico, 1880-1940, publicado en 2017. Después de una serie de ataques racistas, nuevamente bajo el régimen de Porfirio Díaz, en 1911 hubo una masacre de 303 chinos en Torreón.
A principios de la década de 1920, nacieron el «Comité Pro-Raza» y la «Liga Nacionalista Antichina y Antijudía», creados en respuesta a una gran afluencia de inmigrantes afincados en México. Esto fue como resultado de las crecientes preocupaciones económicas entre la clase media y los trabajadores mexicanos. Como los chinomexicanos, y los judíos en menor medida, habían llegado a constituir una parte considerable de la clase mercantil, se llevaron a cabo muchas protestas y boicots contra las empresas chinas. Los sindicatos mexicanos habían ejercido presión política para restringir la inmigración china y judía a México.
El gobierno mexicano, tanto estatal como federal, promulgó activamente y aplicó leyes discriminatorias contra las personas de ascendencia china. Después de la Gran Depresión, los judíos se habían vuelto sujetos al mismo tipo de persecución. Cabe destacar que, en mayo de 1931, 250 comerciantes judíos fueron expulsados del Mercado La Lagunilla en la Ciudad de México. Llevado de la mano con lo anterior mencionado, durante la Segunda Guerra Mundial, los residentes japoneses en México fueron puestos bajo vigilancia, se restringió su movimiento y algunos fueron expulsados del país.
En la década de los cuarenta, la cultura oriental estuvo presente en la cinematografía mexicana, pero se les representaba de forma estereotipada. Algunas de las películas donde sucedió esto fue en Han matado a Tongolele (1948) y Café de Chinos (1949).
Hay un libro de 2009 sobre este tema, titulado La guerra contra los japoneses en México, escrito por Galindo Sergio Hernández. Los asiáticos en México lidian regularmente con pequeños estereotipos y burlas. Durante la pandemia de COVID-19, se documentó un aumento en el abuso racial contra los chinos y todos los asiáticos en México.

## Xenofobia contra inmigrantes sudamericanos y centroamericanos
En 2016, una mujer mexicana grabó, humilló e insultó a un inmigrante hondureño en Ciudad de México. El incidente fue ampliamente reportado. A finales de 2018, cruzaron la frontera sur de México una serie de caravanas migratorias de centroamericanos compuestas en su mayoría por migrantes hondureños y en menor medida por sudamericanos que se dirigían rumbo a Estados Unidos. El gobierno de México reprimió a parte de los migrantes mediante el uso de la fuerza, tras lo cual Donald Trump felicitó al gobierno mexicano, mientras que muchos otros consiguieron su cometido e ingresaron al territorio mexicano. A quienes cruzaron la frontera, se les brindó apoyo, asilo e incluso se expidieron visas migratorias y de trabajo para aquellos inmigrantes que desistieran de continuar su camino hacia EE. UU. y se quedaran en México. Esto último generó una ola de comentarios xenófobos especialmente a través de redes sociales por parte de mexicanos que estaban en desacuerdo con las medidas condescendientes que se habían tomado hacia los inmigrantes centroamericanos, realizando afirmaciones como «no soy racista pero… primero hay que ayudar a los nuestros», «no hay trabajo para todos», «no van a cruzar, se van a quedar y solo van a traer más violencia».
En una marcha a la par de esos hechos convocada para protestar en contra de las políticas del gobierno entrante del presidente Andrés Manuel López Obrador, los asistentes protestaron contra la migración y compartieron en redes sociales imágenes de personas con pancartas que decían: «No más inmigrantes indeseables». En otras instancias se reportaron expresiones hostiles hacia los migrantes como «Haz patria y mata un hondureño» en la ciudad de Tijuana. Expresiones xenofóbicas más radicales podían encontrarse en grupos como el Movimiento Nacionalista Mexicano, que vinculaba a los inmigrantes con delincuentes de la Mara Salvatrucha. Para el profesor investigador Guillermo Alfaro, en Latinoamérica existe la pigmentocracia: si eres blanco estás del lado de la prosperidad, bonanza e incluso de la bondad. Muchos de los centroamericanos son indígenas y afrodescendientes, lo que los percibe como no deseables.

## Brutalidad policial
Estudios muestran que las personas de piel oscura reportan más del doble de maltrato policiaco que las personas de piel más clara. De manera similar, operadores de justicia participantes en una investigación de Amnistía Internacional, sostuvieron que la policía suele detener por parecer «sospechosos» a hombres jóvenes que pertenecen o son percibidos como pertenecientes a otros grupos que históricamente han sufrido discriminación, como indígenas, migrantes o quienes viven en pobreza. Incluso, algunos policías alegan que un joven en pobreza en un área acaudalada puede ser justificación suficiente para arrestarlo, pues «se ve que anda en algo». La Encuesta Nacional sobre Discriminación brinda más evidencia de esta realidad, pues la apariencia, el tono de piel, el peso o la estatura, la forma de vestir o el arreglo personal son los principales motivos por el que personas reportan haberse sentido discriminadas.

### Asesinato de Victoria Salazar
El 28 de marzo de 2021, en Tulum, Quintana Roo, la ciudadana hondureña Victoria Salazar, de 36 años y madre de dos hijas, que radicaba en México desde hace cinco años antes de su muerte con una visa humanitaria, murió como resultado de su arresto por una de los cuatro policías que acudieron al lugar atendiendo a una denuncia por alteración del orden público. La policía responsable de su muerte identificada como Verónica V. fue grabada presionando con su rodilla el cuello de la detenida que se encontraba bocabajo contra el suelo, lo que le provocó una fractura en la columna vertebral por la ruptura de la primera y segunda vértebra, causándole la muerte en circunstancias similares a las de George Floyd. Este caso de brutalidad policial causó conmoción fuera del país y dejó en evidencia a nivel internacional la xenofobia y el racismo que enfrentan los inmigrantes no solo por parte de la delincuencia organizada, sino también de las mismas autoridades mexicanas.

## Términos racistas y discriminatorios
En México se utilizan varias palabras que pueden interpretarse como racistas o insultos:
- Prieto: término utilizado para referirse despectivamente a las personas de tez negra.[83] El color de piel también ha influenciado dentro de la sociedad mexicana en cuanto a los lugares que ocupa un ciudadano moreno.[84]
- Chirigüillo: similar al anterior, pero utilizado para referirse a personas del centro y sur de México con mayor descendencia de indígenas.[85]
- Naco: de acuerdo con el Diccionario de la RAE, naco es sinónimo de indio —perteneciente de los pueblos indígenas—. Según el Diccionario de mexicanismos, la palabra define algo o alguien que se percibe como vulgar, de mal gusto, sin urbanidad o civismo, persona de origen indígena, o de bajos recursos.[86] El término es mayormente utilizado para referirse despectivamente a personas de bajos recursos o «con poca cultura».[86]
- Pelado: su uso es similar al precedente.[87]
- Indio: término utilizado principalmente por personas de tez blanca para referirse despectivamente a una persona morena, de pueblos indígenas o de bajos recursos.[88]
- Maricón, puto y joto: términos utilizados para referirse a un homosexual.[89][90][91]
- Tortillera: término utilizado para referirse a una mujer lesbiana.[92]
- Gato: término utilizado para referirse al ayudante de una persona en un trabajo.[93]
- Jodido: término generalmente utilizado para referirse a una persona pobre.[94]

## En la cultura popular
El nativo mexicano Juan Diego Cuauhtlatoatzin, se considera discriminado por ser un santo católico indígena.
Varios actores y actrices mexicanas han interpretado a personajes de «indios», «nacos» o «de poca cultura» a manera de comedia. Algunos ejemplos son Cantinflas, La India María, El No Hay, Las Lavanderas, La India Yuridia, El Vitor, Albertano Santa Cruz, Nacasia y Nacaranda.
La empresa mexicana Distroller fue criticada luego de poner a la venta una muñeca llamada «mole de olla», cuyo color de imagen era de piel morena y tenía como mascota a una garrapata.